# 瑞塞
瑞塞（法語：Jussey，法語發音：[ʒysɛ]），法国东北部市镇，位于勃艮第-弗朗什-孔泰大区上索恩省，隶属于沃苏勒区，其市镇面积为33.55平方公里，2022年1月1日时人口数量为1,550人，在法国城市中排名第6,864位。
瑞塞位于上索恩省北部，索恩河与阿芒斯河交汇处右岸，是一个区域性的中心城市，多条公路在此交汇。

## 地名来源

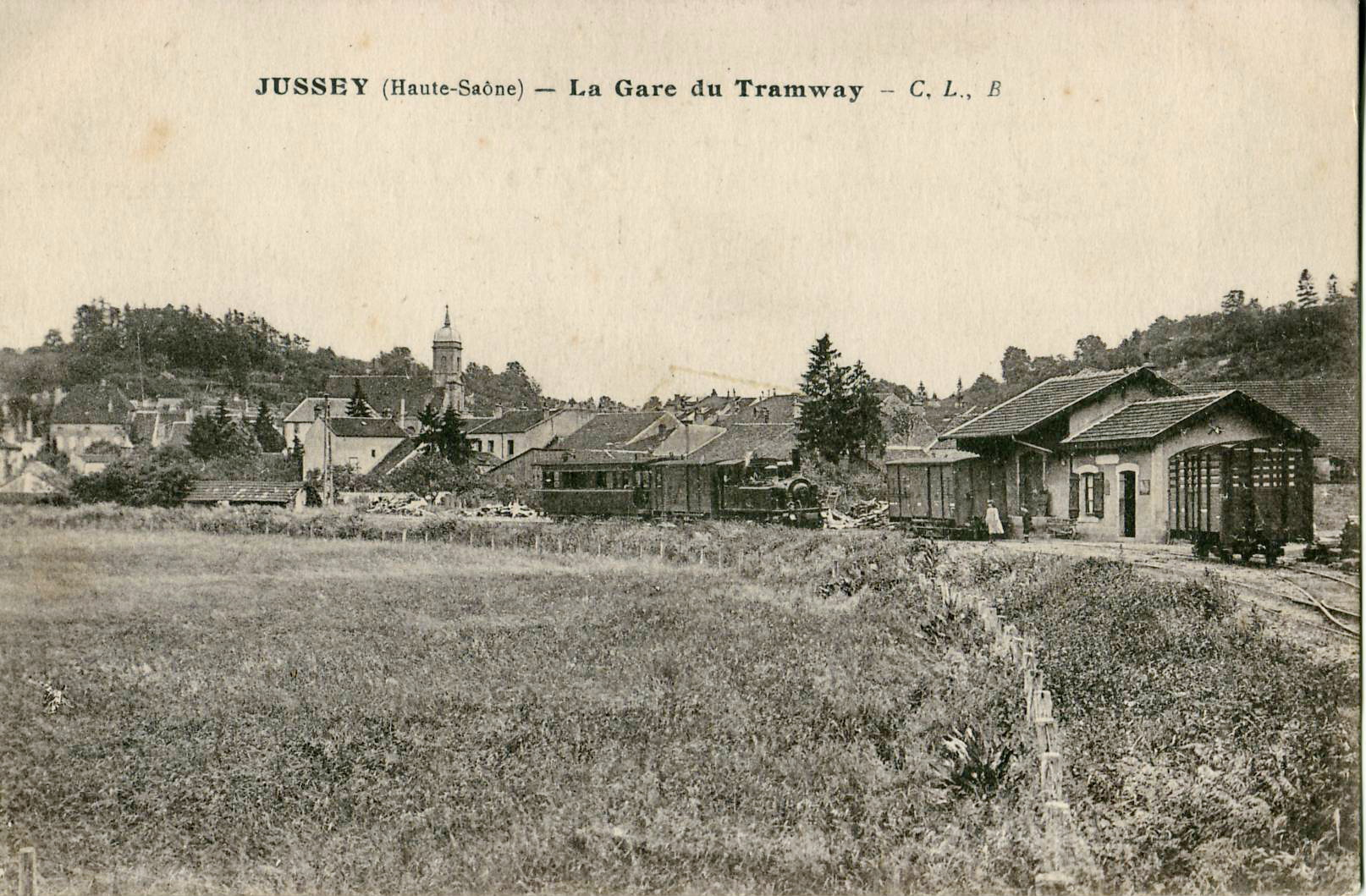
1916年的瑞塞

根据当地官方网站的论述，“Jussey”一名最初可能于611年以“Villa Jussiacus”的形式被记载，该名称的来源及含义尚有待考证。

## 历史
瑞塞的早期历史尚不清楚。根据当地官方网站的论述，瑞塞早在古典时期就已出现人类活动。中世纪中期，瑞塞境内曾建成了一处城堡，后于12世纪被勃艮第伯爵购买。三十年战争期间，蒂雷讷元帅军团曾于1636年占领并烧毁了瑞塞。18世纪后，瑞塞逐渐恢复重建，当地的圣伯多禄教堂于1760年建成。法国大革命后，瑞塞成为上索恩省的一个市镇，并在1793至1801年间为该省的一个地区行署。工业革命期间，途经瑞塞的巴黎—米卢斯铁路建成通车，此后又有多条地方铁路建成，但后者于20世纪30年代废弃，瑞塞火车站也停止服务。1972年，诺鲁瓦莱瑞塞（Noroy-lès-Jussey）整体并入瑞塞。

## 地理

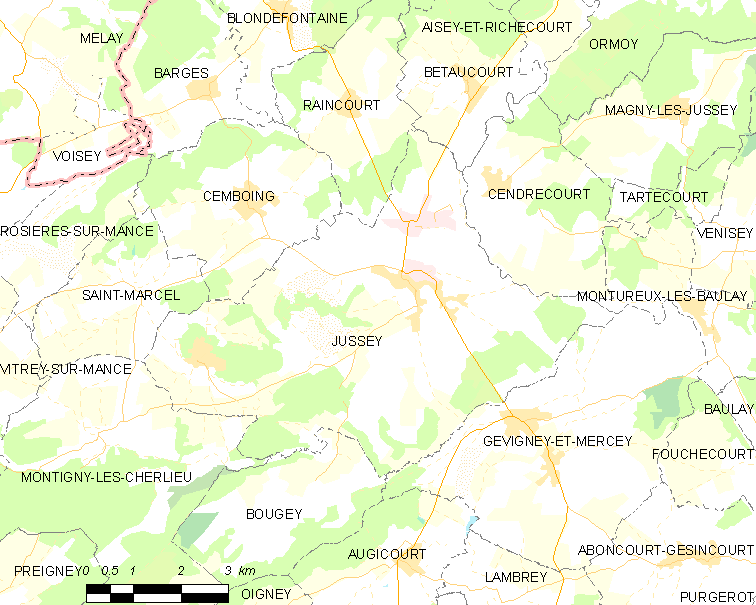
瑞塞市镇范围地图

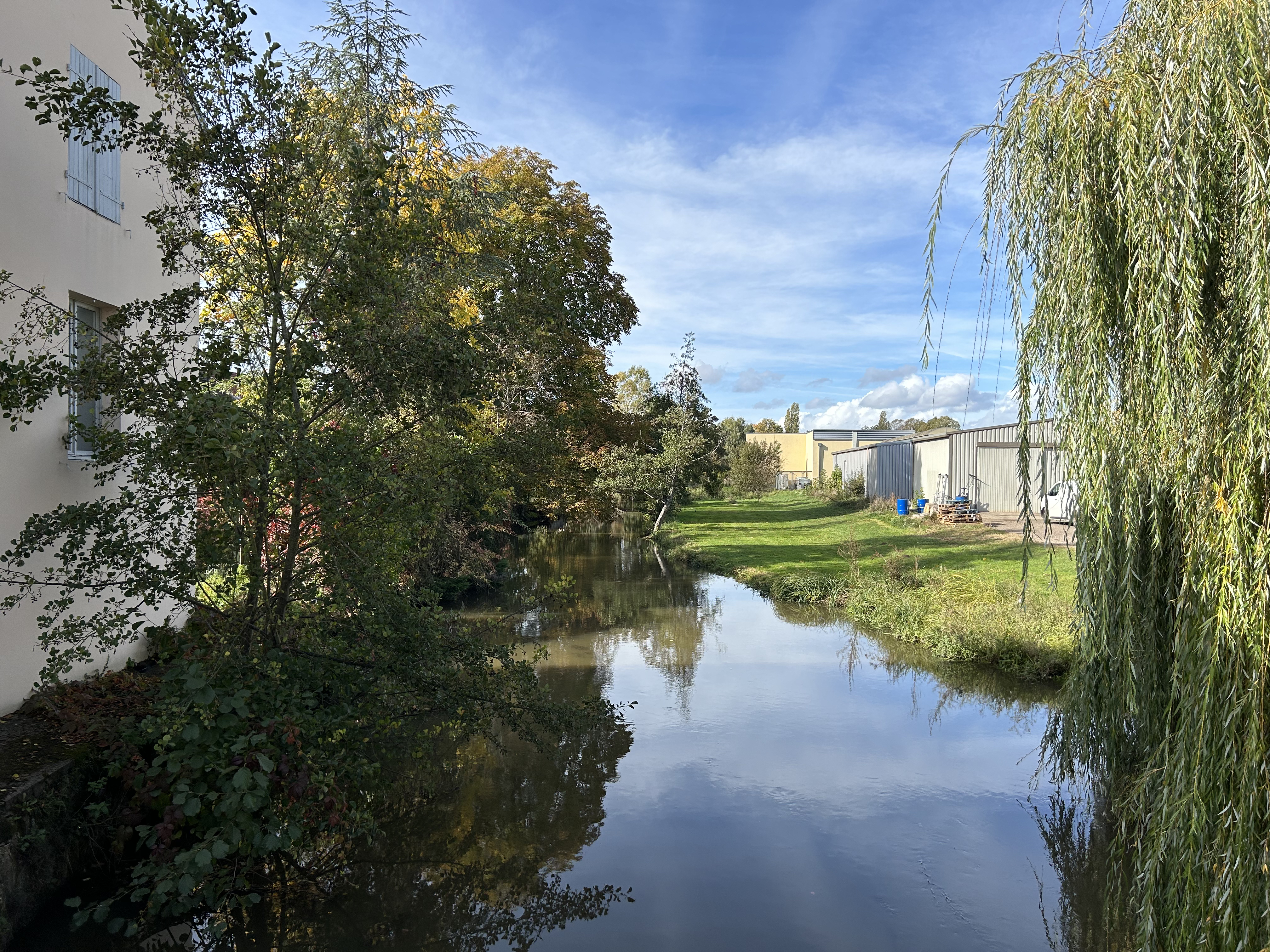
流经瑞塞镇中心的引水渠

瑞塞位于法国东北部，勃艮第-弗朗什-孔泰大区东北部和上索恩省北部偏西，距离省会沃苏勒大约42公里。与瑞塞接壤的市镇包括：伯托库尔、布热、热维涅和梅尔塞、桑德勒库尔、桑班、蒙蒂尼莱谢尔略、蒙蒂勒莱博莱、兰库尔和圣马塞尔。

### 地形
瑞塞位于索恩河谷北端与沃日地区的过渡地带，境内以平原和浅丘为主，市镇中心地势较为平坦，其南北两侧分别为西蒙山（Mont Simon）和阿芒斯河冲积平原，全境海拔在212到363米之间。

### 水文
索恩河自北向东南流经瑞塞市镇东北界，其右岸支流阿芒斯河自西向东流经市镇中心北侧，另有一条人工开凿的引水渠从镇中心流过。

### 植被
瑞塞属于温带阔叶混交林区，林地多分布于河流附近及坡地地带，市镇范围东南部为大树林（Grand Bois）。
在鲜花城市的评比中，瑞塞暂未被评级。

### 气候
瑞塞在柯本气候分类法中属于带有一定大陆性气候特征的温带海洋性气候（Cfb）。
距离瑞塞最近的常年气象站位于蒙蒂勒莱博莱境内，以下为该气象站的数据（其中日照数据取自吕克瑟伊莱班）：
| 蒙蒂勒莱博莱 1981年－2019年 | 蒙蒂勒莱博莱 1981年－2019年 | 蒙蒂勒莱博莱 1981年－2019年 | 蒙蒂勒莱博莱 1981年－2019年 | 蒙蒂勒莱博莱 1981年－2019年 | 蒙蒂勒莱博莱 1981年－2019年 | 蒙蒂勒莱博莱 1981年－2019年 | 蒙蒂勒莱博莱 1981年－2019年 | 蒙蒂勒莱博莱 1981年－2019年 | 蒙蒂勒莱博莱 1981年－2019年 | 蒙蒂勒莱博莱 1981年－2019年 | 蒙蒂勒莱博莱 1981年－2019年 | 蒙蒂勒莱博莱 1981年－2019年 | 蒙蒂勒莱博莱 1981年－2019年 |
| 月份                        | 1月                         | 2月                         | 3月                         | 4月                         | 5月                         | 6月                         | 7月                         | 8月                         | 9月                         | 10月                        | 11月                        | 12月                        | 全年                        |
| --------------------------- | --------------------------- | --------------------------- | --------------------------- | --------------------------- | --------------------------- | --------------------------- | --------------------------- | --------------------------- | --------------------------- | --------------------------- | --------------------------- | --------------------------- | --------------------------- |
| 历史最高温 °C（°F）         | 16.2 (61.2)                 | 20 (68)                     | 25 (77)                     | 30.2 (86.4)                 | 33 (91)                     | 36.7 (98.1)                 | 39 (102)                    | 39.4 (102.9)                | 33.6 (92.5)                 | 29 (84)                     | 23.2 (73.8)                 | 18.5 (65.3)                 | 39.4 (102.9)                |
| 平均高温 °C（°F）           | 5.1 (41.2)                  | 7.1 (44.8)                  | 11.6 (52.9)                 | 15.7 (60.3)                 | 20.3 (68.5)                 | 23.8 (74.8)                 | 26.3 (79.3)                 | 25.8 (78.4)                 | 21.2 (70.2)                 | 16.1 (61.0)                 | 9.5 (49.1)                  | 5.7 (42.3)                  | 15.7 (60.3)                 |
| 日均气温 °C（°F）           | 1.7 (35.1)                  | 2.7 (36.9)                  | 6.2 (43.2)                  | 9.4 (48.9)                  | 13.9 (57.0)                 | 17.1 (62.8)                 | 19.4 (66.9)                 | 18.9 (66.0)                 | 14.9 (58.8)                 | 10.9 (51.6)                 | 5.5 (41.9)                  | 2.5 (36.5)                  | 10.3 (50.5)                 |
| 平均低温 °C（°F）           | −1.6 (29.1)                 | −1.7 (28.9)                 | 0.8 (33.4)                  | 3.1 (37.6)                  | 7.5 (45.5)                  | 10.5 (50.9)                 | 12.6 (54.7)                 | 12.1 (53.8)                 | 8.7 (47.7)                  | 5.7 (42.3)                  | 1.6 (34.9)                  | −0.7 (30.7)                 | 4.9 (40.8)                  |
| 历史最低温 °C（°F）         | −23 (−9)                    | −25 (−13)                   | −16.2 (2.8)                 | −7.6 (18.3)                 | −3 (27)                     | 1 (34)                      | 4.5 (40.1)                  | 2.2 (36.0)                  | −0.7 (30.7)                 | −8.5 (16.7)                 | −11.6 (11.1)                | −17.4 (0.7)                 | −25 (−13)                   |
| 平均降水量 mm（）           | 75.7 (2.98)                 | 61.3 (2.41)                 | 67.7 (2.67)                 | 62.3 (2.45)                 | 88.7 (3.49)                 | 79.1 (3.11)                 | 81.4 (3.20)                 | 78 (3.1)                    | 79.3 (3.12)                 | 87.6 (3.45)                 | 83.6 (3.29)                 | 93.8 (3.69)                 | 938.5 (36.95)               |
| 月均日照時數                | 72.5                        | 91.7                        | 140.6                       | 175.9                       | 203.9                       | 231                         | 240.9                       | 227.5                       | 172.2                       | 121.4                       | 67                          | 54.9                        | 1,799.5                     |
| 来源：infoclimat.fr         |                             |                             |                             |                             |                             |                             |                             |                             |                             |                             |                             |                             |                             |

## 行政区划
瑞塞的市镇编号为70292，邮政编号为70500。
在行政管理方面，瑞塞隶属于法国勃艮第-弗朗什-孔泰大区上索恩省沃苏勒区；在地方选举方面，瑞塞是瑞塞县的中央投票站所在地，其市镇范围全境被划入上索恩省第一选区；在社会管理方面，瑞塞是上索恩河谷市镇公共社区的办公驻地。
截至2024年9月，瑞塞市镇范围内暂无任何城市敏感街区及城市政策优先街区。
法国国家统计与经济研究所（简称“INSEE”）在进行数据统计时，未将瑞塞划入任何城市核心区（Unité urbaine）、城市区（Aire urbaine）及城市辐射区（Aire d'attraction）。此外，INSEE还将瑞塞市镇整体看作一个“块区”（IRIS），以便于统计人口分布情况。

## 交通

### 公路
上索恩省省道D3线、D44线和D46线在瑞塞境内交汇。勃艮第-弗朗什-孔泰大区城际客运（商业名称为“Mobigo”）下属的上索恩省城际客运606线经停瑞塞，可通往沃苏勒、索恩港、沙兰德雷等地。
| 8 | 43 |

| 沃苏勒 | 42 |

| 索恩港 | 22 |

| 科尔 | 14 |

2021年，54.7%的瑞塞家庭拥有至少一辆私人汽车。2022年，瑞塞境内共发生各类交通事故1起，造成1人受伤。

### 铁路

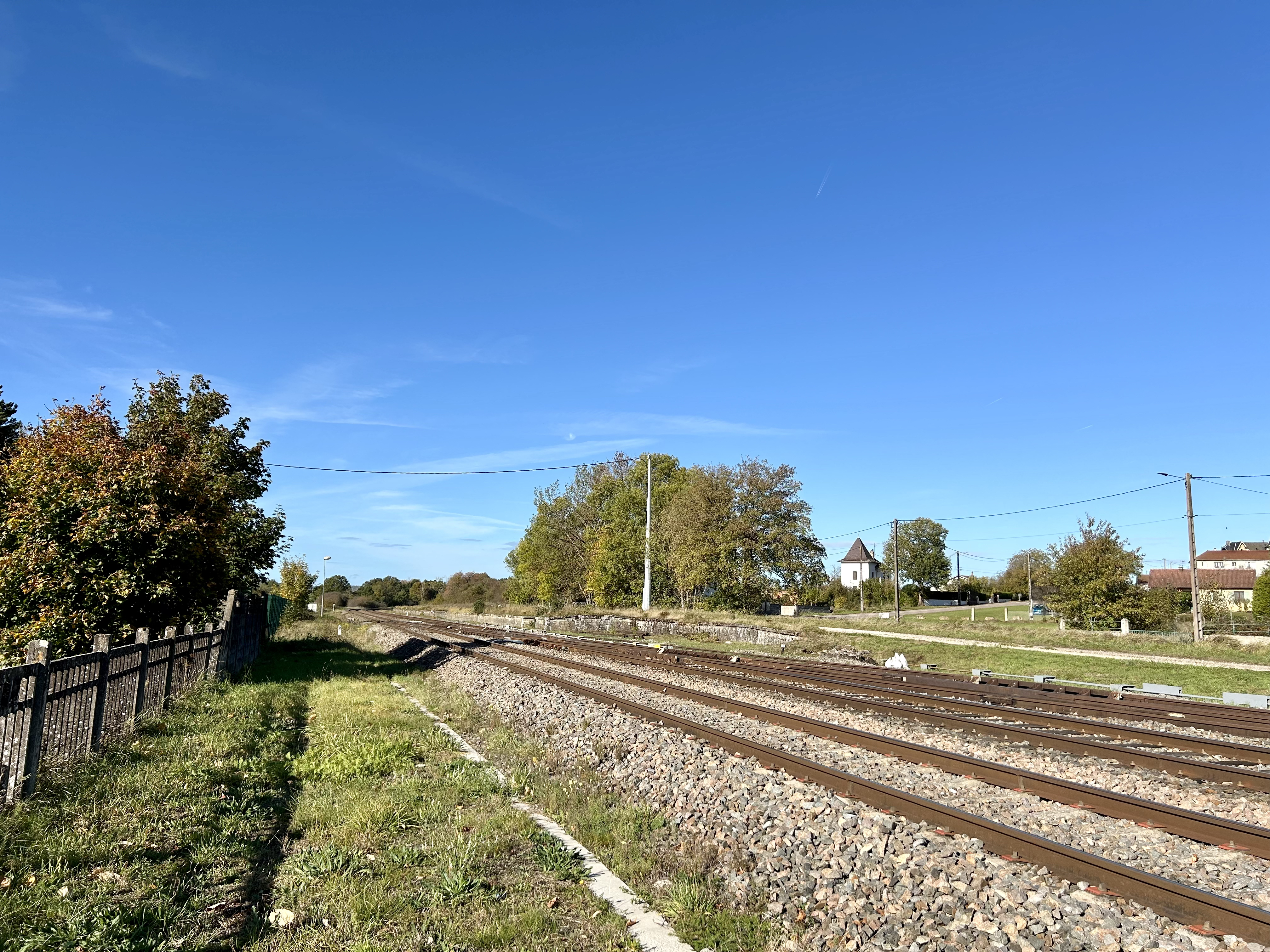
瑞塞境内的巴黎—米卢斯铁路

瑞塞位于巴黎—米卢斯铁路和瑞塞—达尔尼约勒-于克瑟涅铁路的交汇处，原瑞塞火车站位于瑞塞市区北部，现已关闭。
距离瑞塞最近的运营中的客运铁路车站为42公里外的沃苏勒站，该站停靠往返于巴黎和米卢斯一线的区域列车。

### 航空
瑞塞距离巴塞尔-米卢斯-弗赖堡欧洲机场的公路里程大约174公里。

### 城市公共交通
截至2024年9月，瑞塞暂无任何城市公共交通系统。

## 政治

### 市政内阁

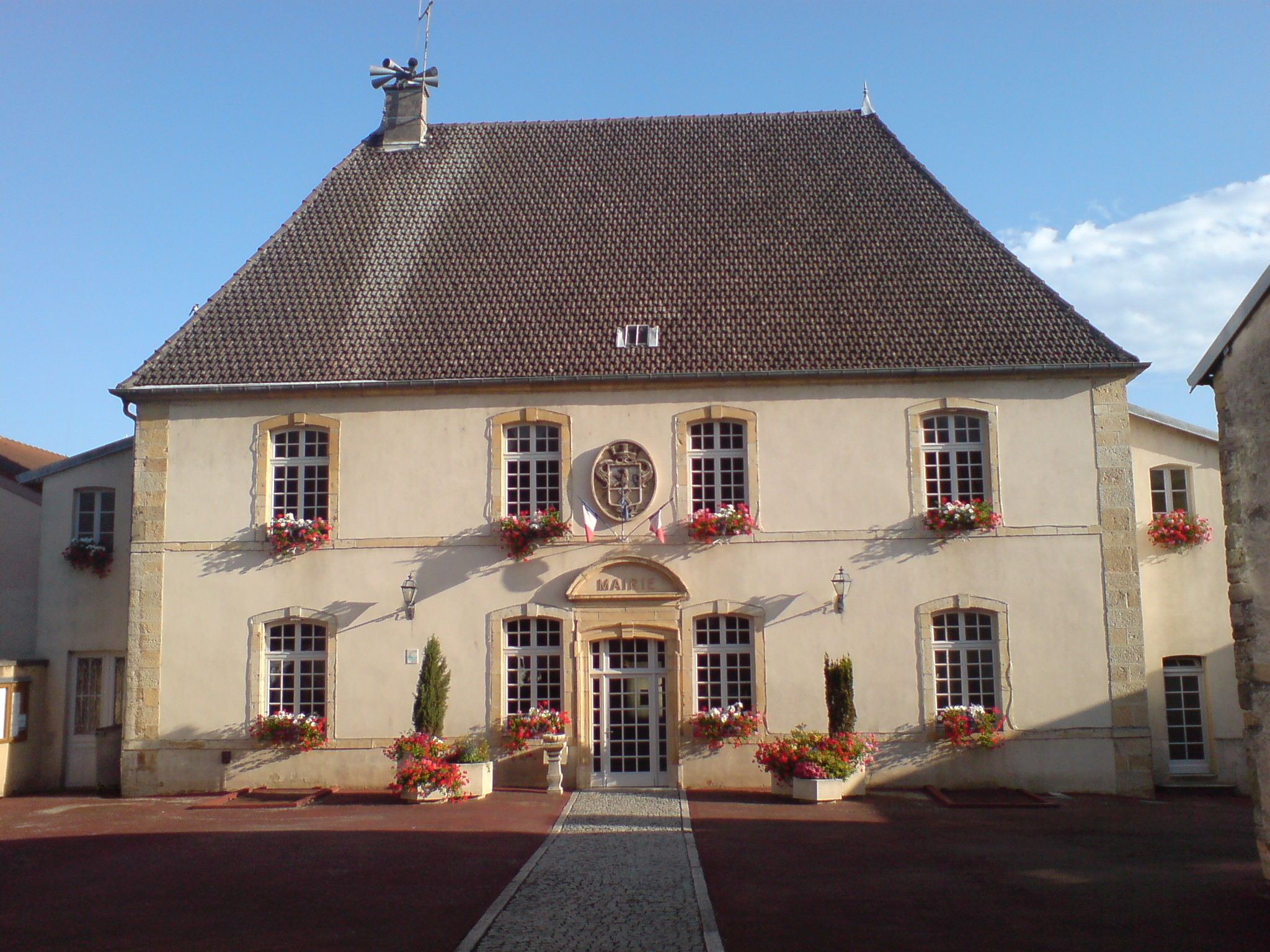
瑞塞市政厅

瑞塞的现任市长为纳塔莉·舍维莱女士（Nathalie CHEVILLEY），她是一名无党派人士，自2020年10月起担任市长职务；其前任为奥利维耶·里特曼先生，他是共和党的一名成员，在2020年的市政选举中获得了100.00%的支持率（无其他候选人）。
| 瑞塞历届市长           | 瑞塞历届市长                     | 瑞塞历届市长              |
| 任期                   | 市长                             | 党派                      |
| ---------------------- | -------------------------------- | ------------------------- |
| （1995年以前资料暂缺） |                                  |                           |
| 1995年－2014年         | Frédéric BUISSON 弗雷德里克·比松 | UDI民主人士和独立人士联盟 |
| 2014年－2020年         | Olivier RIETMANN 奥利维耶·里特曼 | UMP人民运动联盟 →LR共和黨 |
| 2020年－               | Nathalie CHEVILLEY 纳塔莉·舍维莱 | 無黨籍                    |

### 各级选举
| 瑞塞历届投票选举结果 | 瑞塞历届投票选举结果 | 瑞塞历届投票选举结果 | 瑞塞历届投票选举结果 | 瑞塞历届投票选举结果          | 瑞塞历届投票选举结果 | 瑞塞历届投票选举结果 | 瑞塞历届投票选举结果          | 瑞塞历届投票选举结果 | 瑞塞历届投票选举结果 |
| 选举项目             | 选举范围             | 选区单位             | 选区单位内的选举结果 | 选区单位内的选举结果          | 选区单位内的选举结果 | 选区单位内的选举结果 | 选区单位内的选举结果          | 选区单位内的选举结果 | 参考资料             |
| 选举项目             | 选举范围             | 选区单位             | 第一轮胜出者         | 第一轮胜出者                  | 支持率               | 第二轮胜出者         | 第二轮胜出者                  | 支持率               | 参考资料             |
| -------------------- | -------------------- | -------------------- | -------------------- | ----------------------------- | -------------------- | -------------------- | ----------------------------- | -------------------- | -------------------- |
| 2017年法國總統選舉   | 法國                 | 市镇                 |                      | 玛丽娜·勒庞                   | 27.6%                |                      | 埃马纽埃尔·马克龙             | 53.84%               | [ 22 ]               |
| 2017年法国立法选举   | 上索恩省第一选区     | 市镇                 |                      | 玛丽·布雷东                   | 34.33%               |                      | 芭芭拉·贝索·巴洛              | 60.21%               | [ 22 ]               |
| 2019年欧洲议会选举   | 法國                 | 市镇                 |                      | 若尔丹·巴尔代拉               | 29.02%               | （不适用）           | （不适用）                    | （不适用）           | [ 24 ]               |
| 2021年法国省级选举   | 上索恩省             | 县                   |                      | 科琳娜·波纳尔 奥利维耶·里特曼 | 41.98%               |                      | 科琳娜·波纳尔 奥利维耶·里特曼 | 53.35%               | [ 25 ] [ 26 ]        |
| 2021年法国省级选举   | 上索恩省             | 市镇                 |                      | 科琳娜·波纳尔 奥利维耶·里特曼 | 55.68%               |                      | 科琳娜·波纳尔 奥利维耶·里特曼 | 59.69%               | [ 25 ] [ 26 ]        |
| 2021年法国大区选举   |                      | 市镇                 |                      | 吉勒·普拉特雷                 | 36.72%               |                      | 吉勒·普拉特雷                 | 39.04%               | [ 27 ]               |
| 2022年法国总统选举   | 法國                 | 市镇                 |                      | 玛丽娜·勒庞                   | 35.5%                |                      | 玛丽娜·勒庞                   | 57%                  | [ 22 ]               |
| 2022年法国立法选举   | 上索恩省第一选区     | 市镇                 |                      | 迪米特里·杜索                 | 30.06%               |                      | 安托万·维勒迪约               | 56.51%               | [ 22 ]               |
| 2024年欧洲议会选举   | 法國                 | 市镇                 |                      | 若尔丹·巴尔代拉               | 45.35%               | （不适用）           | （不适用）                    | （不适用）           | [ 22 ]               |
| 2024年法国立法选举   | 上索恩省第一选区     | 市镇                 |                      | 安托万·维勒迪约               | 49.77%               |                      | 安托万·维勒迪约               | 54.39%               | [ 22 ]               |

## 人口
2021年，瑞塞市镇人口数量为1,542，在法国排名第6,864位。其中男性709人，女性833人，75岁及以上人口占15.0%，外籍人口数量为41人，人口密度为46人/平方公里，当地居民被称为（男性）或（女性）。2022年，瑞塞境内出生13人，死亡人口32人。
| 瑞塞1901年－2021年人口变化情况 |
|                                |
| 数据来源：Cassini、INSEE       |

## 经济

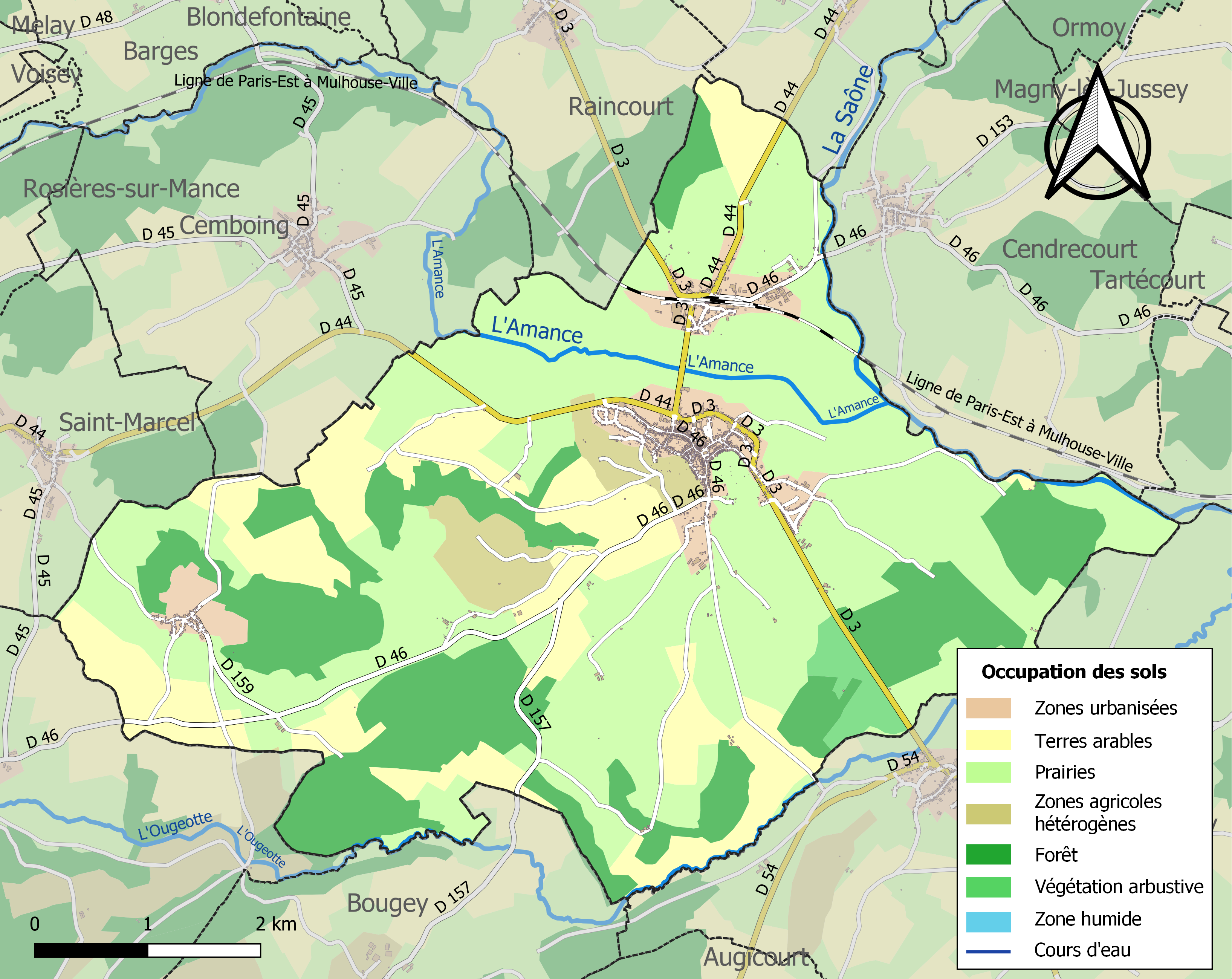
瑞塞土地利用情况地图

瑞塞是一个区域性的中心城市。截至2024年9月，瑞塞市镇范围内共有各类用人单位（包含自雇）309家，平均历史为22年，其中.%为中小型企业（PME），2024年7月至9月间，当地的经济活力指数为0。（农林器械）及（暖通安装工程）是当地2022年已公布营业额最高的两个企业，分别为24,448,426欧元和1,133,220欧元。

## 财政与居民收入
2022年，瑞塞的财政收入总额为1,676,670欧元，财政支出总额为1,463,970欧元，当年的债务总额为1,510,690欧元。2022年，瑞塞市镇通过增值税获得130,710欧元的收入，此外当地还共获得了100,400欧元的国家直接财政补助。
| 瑞塞居民收入情况                                 | 瑞塞居民收入情况 | 瑞塞居民收入情况      | 瑞塞居民收入情况 |
| 内容                                             | 瑞塞             | 法国                  | 统计年份         |
| ------------------------------------------------ | ---------------- | --------------------- | ---------------- |
| 征税家庭总数                                     | 715              | 1,081（法国市镇平均） | 2022年           |
| 居民平均月收入                                   | 1,627欧元        | 2,435欧元             | 2022年           |
| 高级职员人均月收入                               | 不详             | 4,331欧元             | 2021年           |
| 中级职员人均月收入                               | 不详             | 2,470欧元             | 2021年           |
| 普通职员人均月收入                               | 不详             | 1,801欧元             | 2021年           |
| 贫困率                                           | 不详             | 14.5%                 | 2020年           |
| 青壮年（15至64岁）失业率                         | 17.5%            | 7.4%                  | 2020年           |
| 征税家庭数量占比                                 | 30.8%            | 45.5%                 | 2020年           |
| 家庭年均纳税                                     | 2,496欧元        | 4,393欧元             | 2022年           |
| 资料来源：INSEE、L'Internaute、Le Journal du Net |                  |                       |                  |

## 社会事务

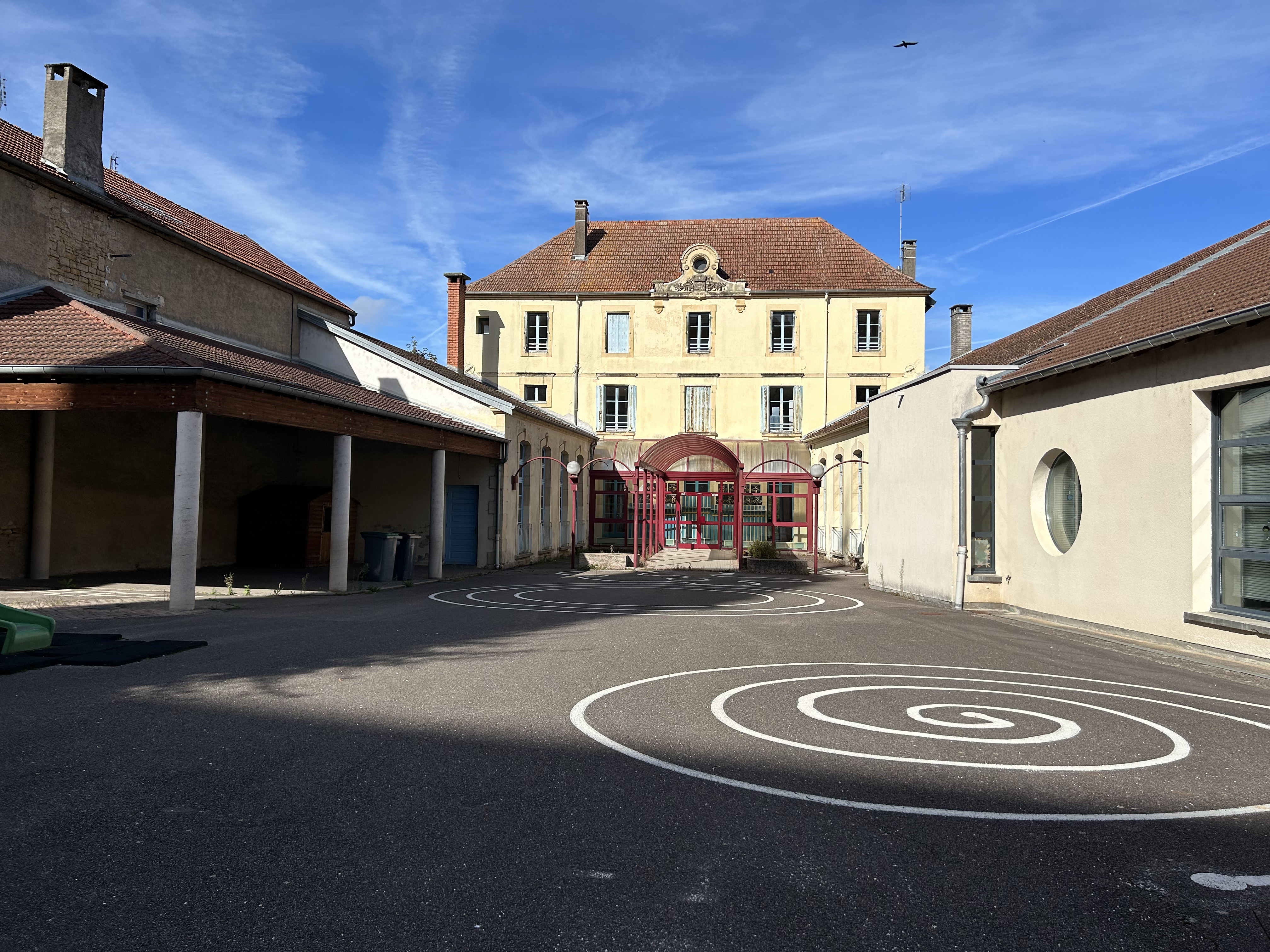
瑞塞境内的一所学校

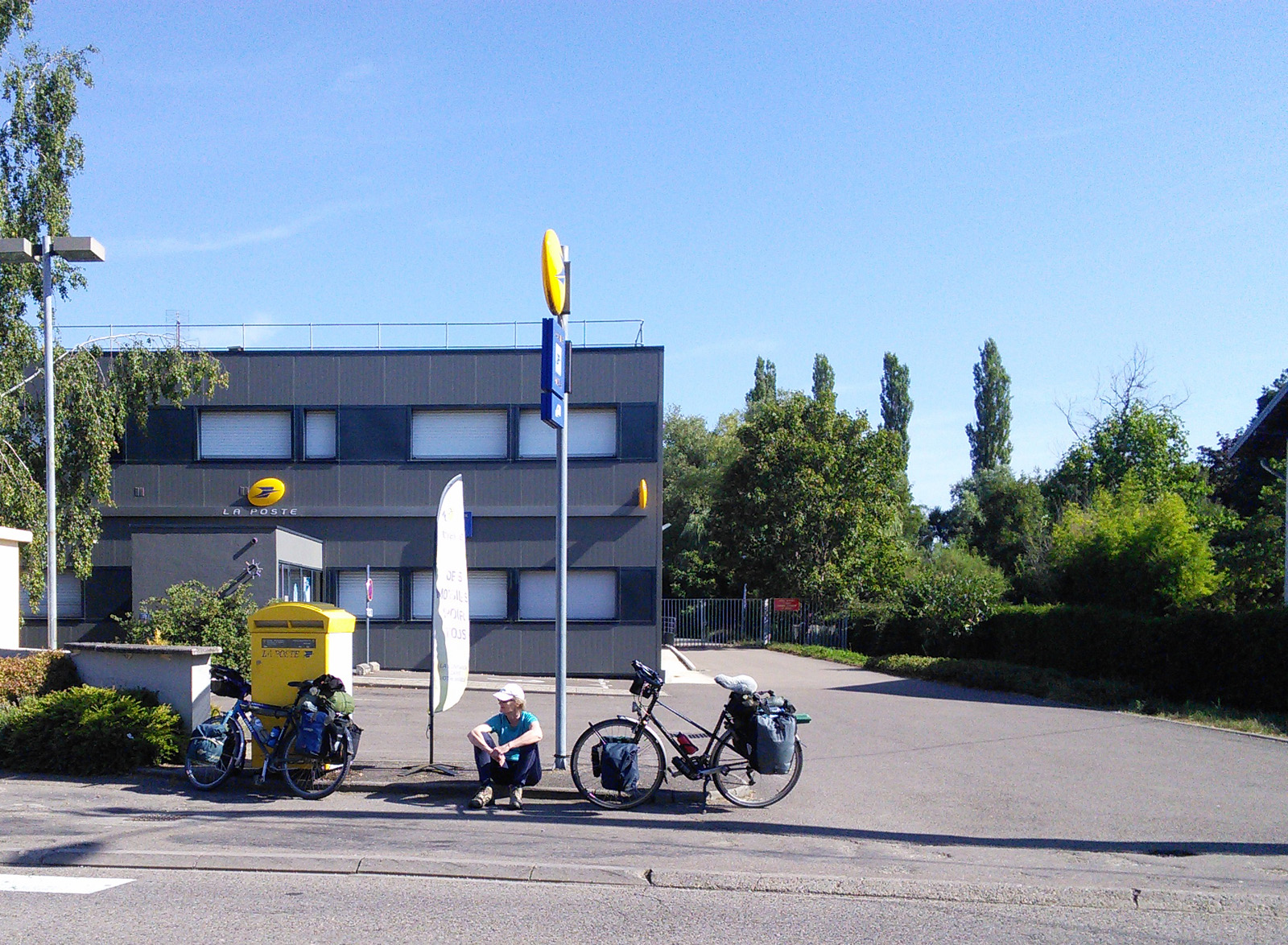
邮局

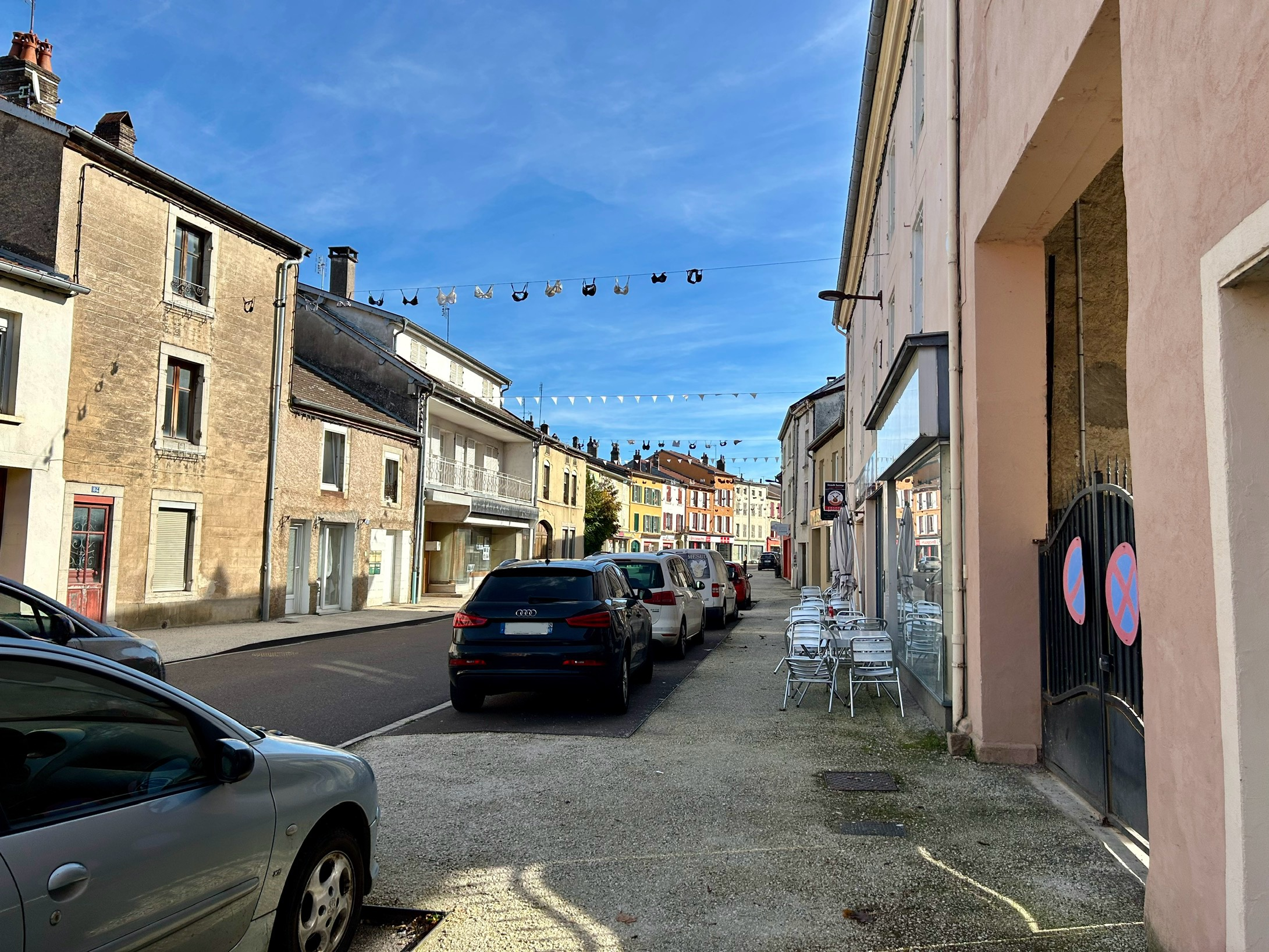
甘必大街两侧的餐饮店

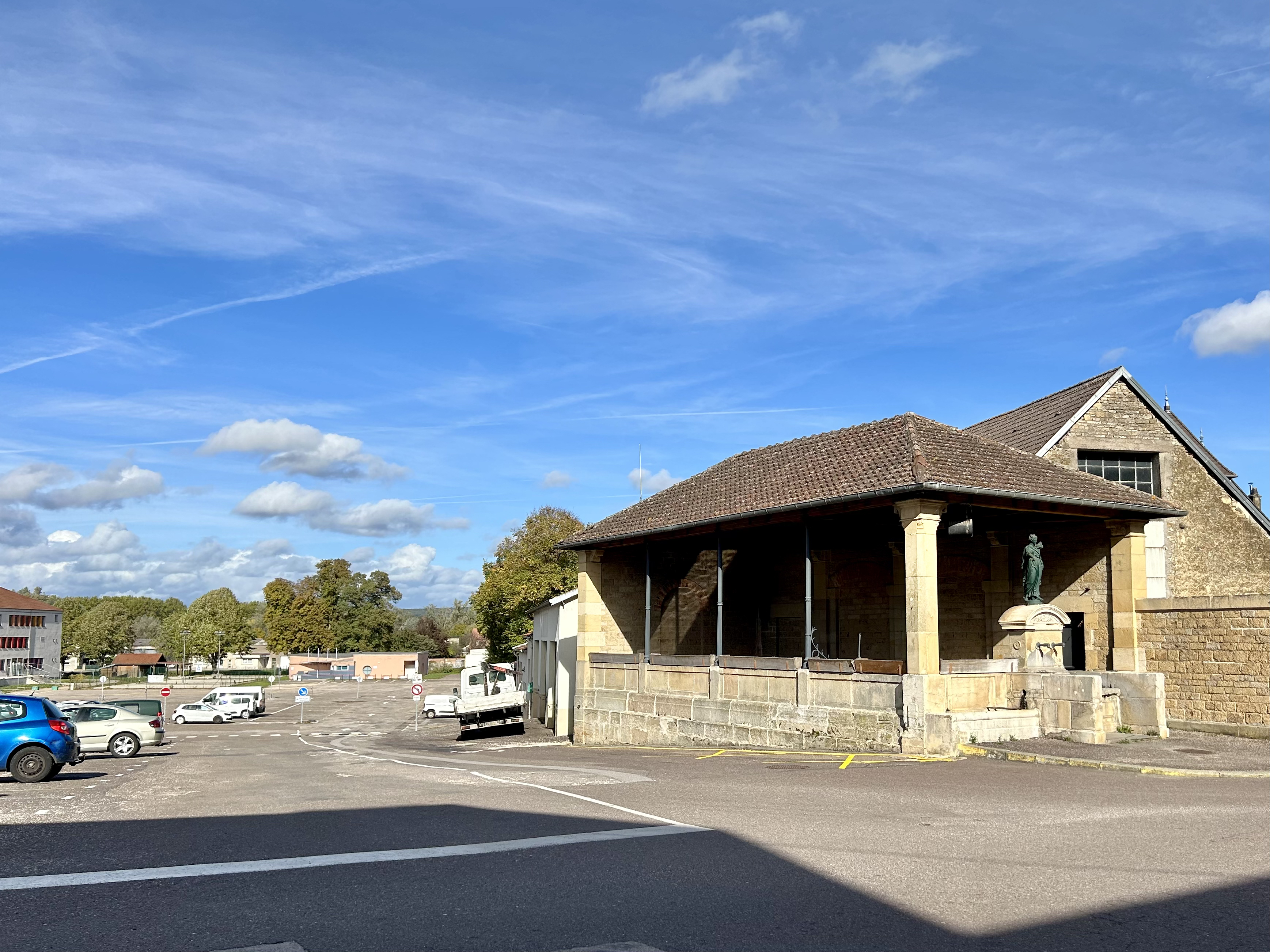
集会广场

### 教育
瑞塞属于贝桑松学区。截至2023年1月1日，瑞塞境内共有1所小学和1所初级中学。2022至2023学年度，瑞塞境内共有在校中等教育阶段学生256名。

### 医疗
截至2023年1月1日，瑞塞境内共有全科医生4名、保健师3名、牙医1名、护士4名、药房2家和养老院1家。
距离瑞塞最近的区域性医疗机构为波旁莱班中心医院（Centre Hospitalier de Bourbonne-les-Bains），其主病区医院位于上马恩省波旁莱班市区，距离瑞塞市区的正常车程大约26分钟，该院设有床位254个。此外，瑞塞距离沃苏勒医院（site de Vesoul）的正常车程大约33分钟，该院设有床位327个，是上索恩省境内规模最大的公立综合性医院。

### 住房
2021年，瑞塞境内共有各类住房1,091套，其中76.3%为独立式住宅，23.3%为集中式住宅。常住房屋占瑞塞市镇范围内居民建筑总量的68.6%。
在住房保障政策方面，2023年，瑞塞境内共有345户家庭获得了家庭津贴补助，受益人数占总人口数量的22.4%，其中185份为房租补助。

### 商业
2021年，瑞塞境内共有各类实体商铺57家，其中餐厅4家、大型超市4家、杂货店1家、面包房3家、肉铺1家、书店1家、装饰品店2家、银行门店4家、美容美发店3家、汽车维修店4家。瑞塞镇中心建有一家Lidl超市，市区西部还有一家Intermarché商场。

### 体育
2023年，瑞塞境内共有1间体育馆、1座综合体育场、1处网球场、1处马术场、1处足球或橄榄球场以及4处篮球或排球场。
截至2024年9月，瑞塞体育俱乐部（Sporting Club Jussey，编号518929）是瑞塞境内唯一的一家注册足球俱乐部，成立于1952年，其主队2024至2025赛季参加上索恩省足球联赛丙组（法国第十一级别），其主场为克里斯蒂安·拉居球场（Stade Christian Ragu）。

### 环境
瑞塞的环境事务由其所属的上索恩河谷市镇公共社区联合各级政府协调负责。2021年，瑞塞境内共有1家污染企业。

### 治安
2021年，瑞塞市镇范围内有1处宪兵队。
瑞塞及其附近的共342个市镇是沃苏勒国家宪兵队（zone gendarmerie de Vesoul）的管辖范围。2020年，该宪兵队累计记录各类案件2,889起，其中盗窃类案件1,344起，经济类案件517起，毒品交易类案件89起。

## 文化

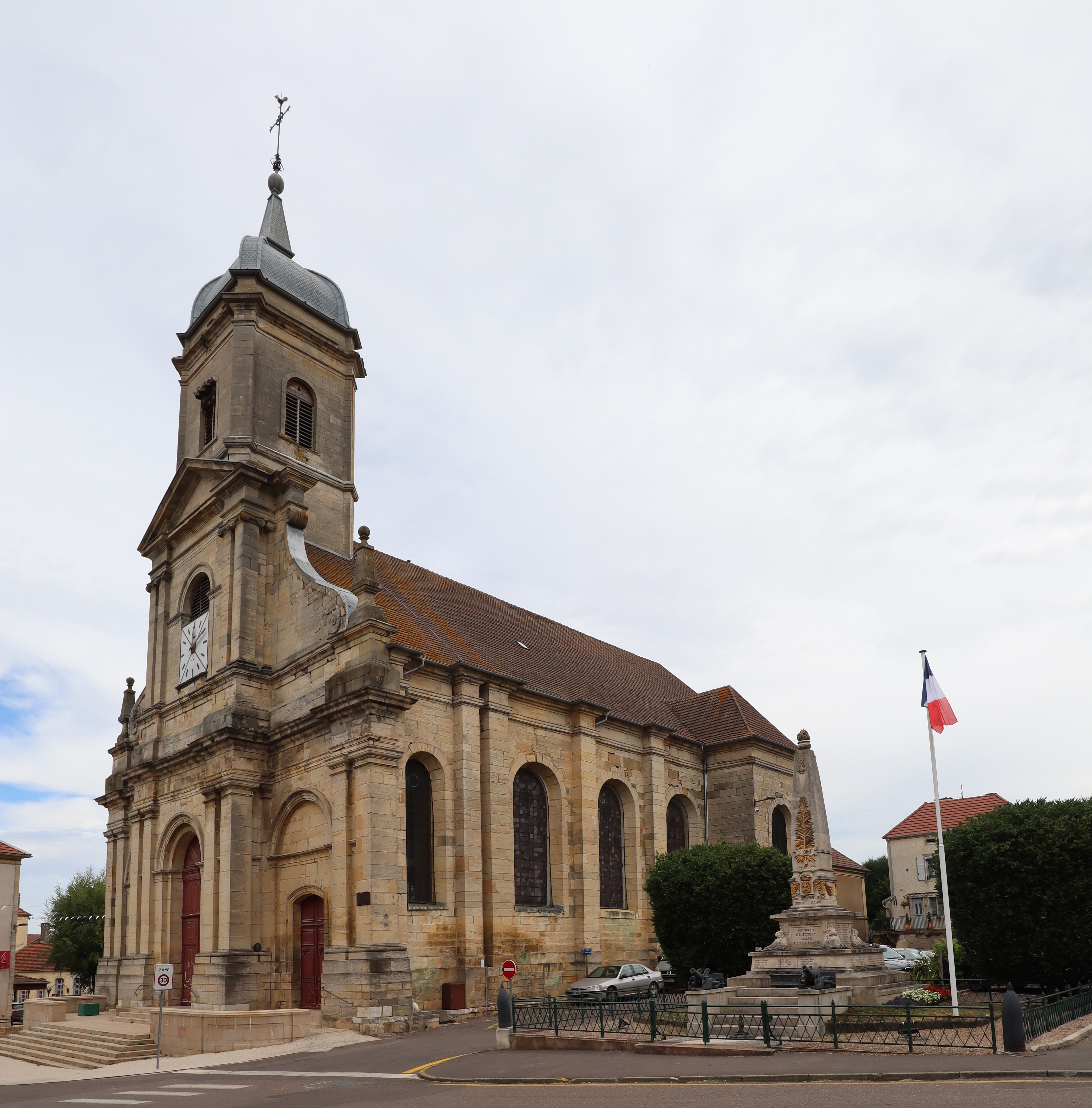
圣伯多禄教堂

2021年，瑞塞境内暂无任何文化设施。瑞塞境内建有瑞塞市际多媒体中心（Médiathèque Intercommunale Jussey），每周二、三、五、六向公众开放。

### 建筑
瑞塞境内有多处历史建筑，其中圣伯多禄教堂、玛丽安娜泉等为法国国家文物保护单位。

### 旅游
瑞塞的旅游事务由其所属的上索恩河谷市镇公共社区联合各级政府协调负责。2024年，瑞塞境内共有1家酒店共计9间房间。

### 媒体
法国主要的媒体均可在瑞塞接收，法国电视三台下属的勃艮第-弗朗什-孔泰大区频道在部分时段播出瑞塞所在上索恩省的地方新闻。《东部共和国人报》、《沃苏勒媒体报》（La Presse de Vesoul）、蓝色法兰西贝桑松广播等是当地主要的地方媒体。

## 相关人物
法国大革命人物勒内-弗朗索瓦·迪马出生于瑞塞。

## 友好城市
截至2024年9月，瑞塞暂未与任何城市建立友好城市关系。